# 졸리비

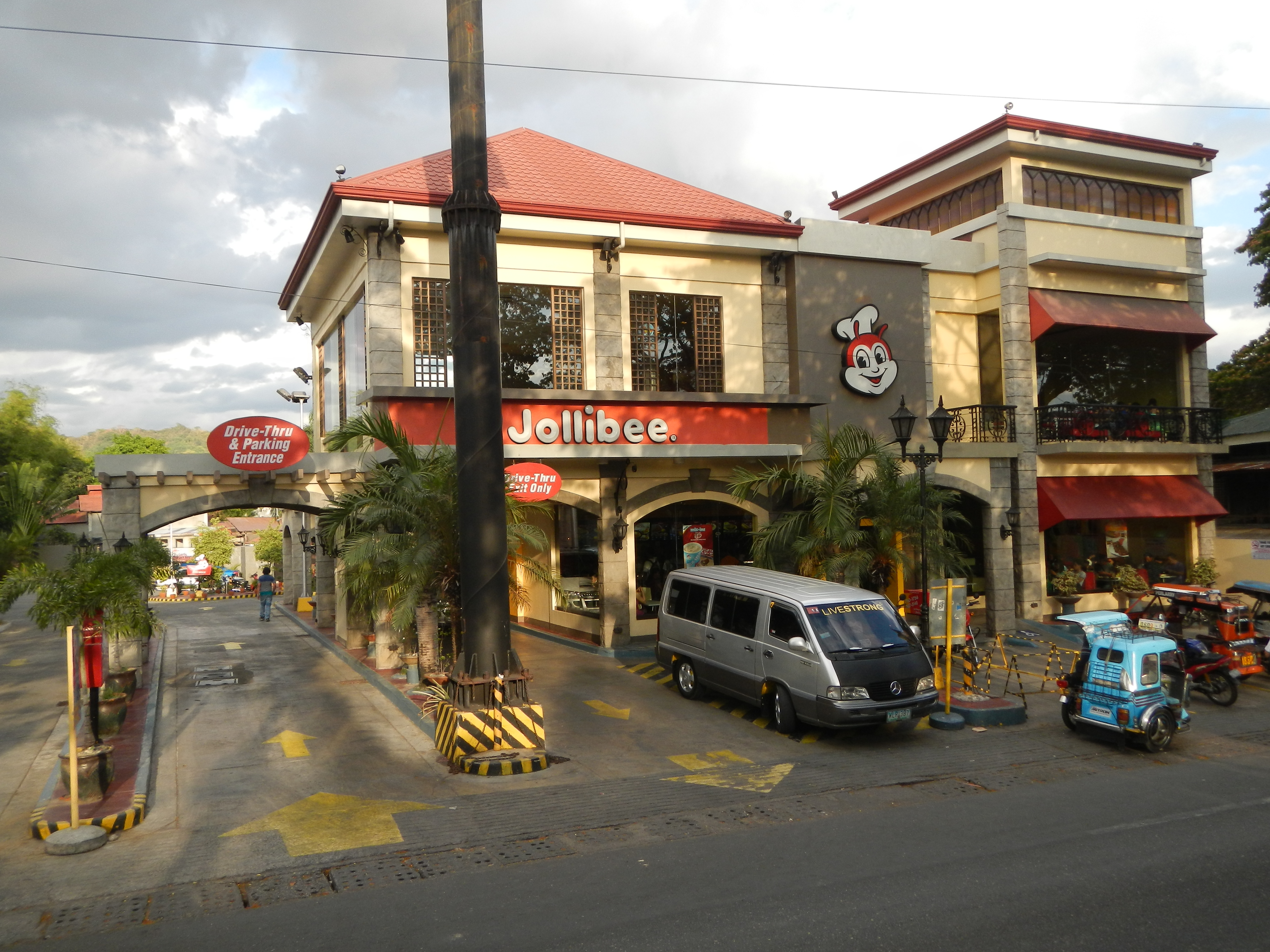
필리핀에 있는 졸리비 매장

졸리비(Jollibee)는 필리핀의 햄버거 전문 패스트 푸드 체인점이다. 1978년에 케손시티에서 처음 문을 열었다. 2015년 1월 기준으로 전 세계 3,000여 개의 매장을 운영하고 있다.

## 졸리비식품 브랜드
- Jollibee
- Greenwich Pizza
- Chowking and Yonghe King
- Red Ribbon(베이커리)
- Coffee Bean(커피)

## 같이 보기
- 필리핀 요리